# Wozdwiżenka (Kraj Nadmorski)
Wozdwiżenka, Воздвиженка — wieś (село) w ussuryjskim okręgu miejskim w Kraju Nadmorskim. W okolicy znajduje się dawna baza lotnicza Wozdwiżenka i magazyn Jednostki Wojskowej 23477. Najbliższa stacja kolejowa to Wozdwiżenskij.

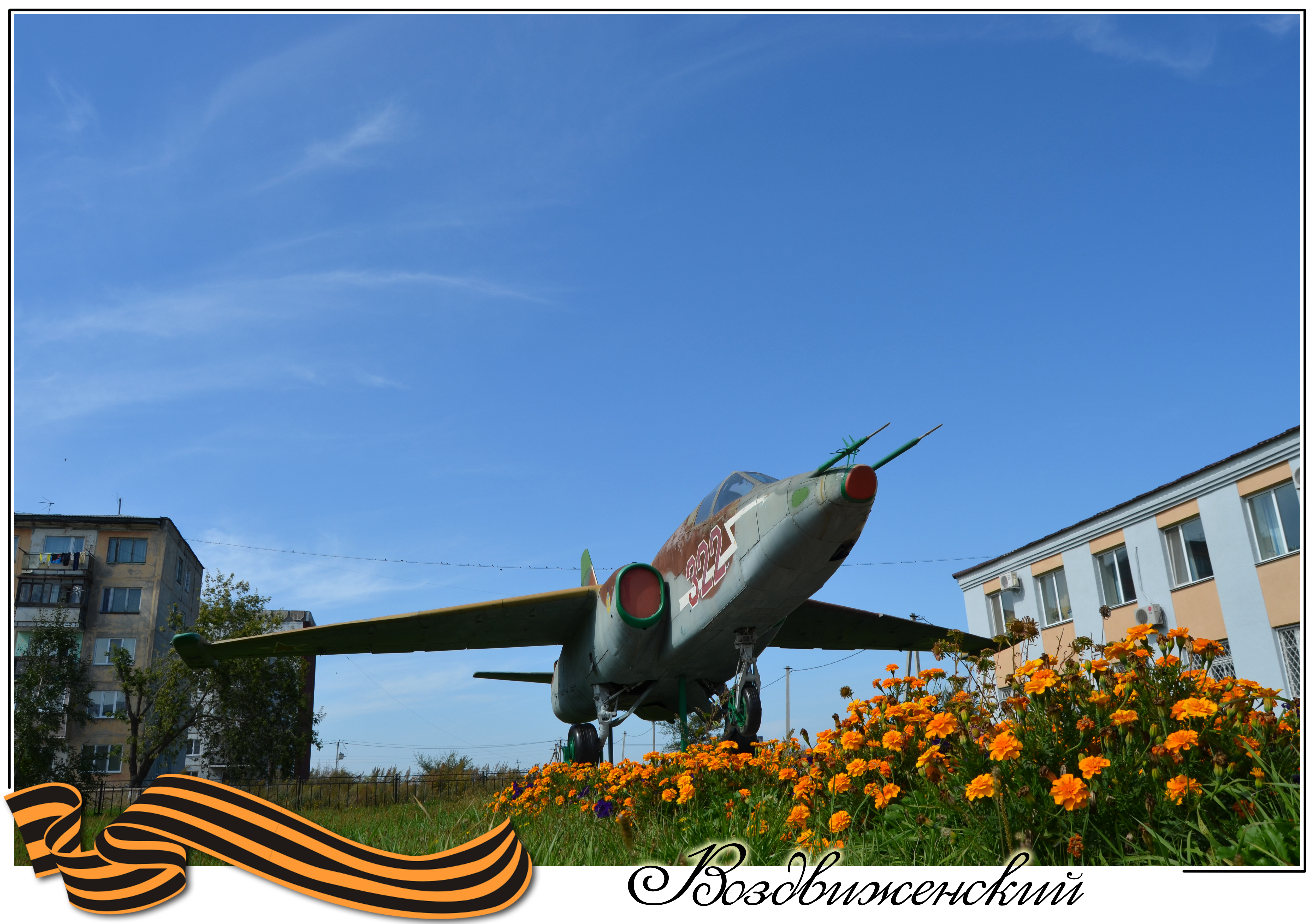
Pomnik przy zakładzie remontowym